# 即使分開兩地 feat.WISE
《即使分開兩地 feat.WISE》（遠くても feat.WISE）是日本的女歌手西野加奈的第5張單曲，在2009年3月18日由SME Records Inc.發售。

## 概要
- 「即使分開兩地」是中京電視台『SAKAE TA☆RO』2009年3月份片尾曲。
- A面曲「即使分開兩地」靈感來自西野加奈與有過遠距離戀愛的情侶談論過的經驗
- 此單曲只有「CD ONLY」1個版本。
- 在3月30日於公信榜單曲週排行榜取得第40位。
- 雖然單曲銷量不是太好，但於RIAJ數位單曲下載卻拿下白金（25萬）銷量

## 收錄內容
1. 即使分開兩地 feat.WISE
（作詞: Kana Nishino, WISE / 作曲・編曲: Giorgio Cancemi）
2. GIRLS JUST WANT TO HAVE FUN
（作詞: Kana Nishino, VIVID Neon*, HAZARD ROBERT / 作曲: VIVID Neon*, HAZARD ROBERT / 編曲: VIVID Neon*）
3. Saturday☆Night feat.GIORGIO 13
（作詞: Kana Nishino, GIORGIO 13 / 作曲・編曲: Giorgio Cancemi）